# 尊·佐治·積遜
	尊·佐治·積遜（英語：John George Jackson，1777年9月22日—1825年3月28日）是一名來自維珍尼亞州第一國會選區的美國眾議院議員和美國維珍尼亞西區聯邦地區法院美國聯邦法官。